# Большие Коковичи
Больши́е Ко́ковичи — деревня в Алёховщинском сельском поселении Лодейнопольского района Ленинградской области.

## История
Деревня Коковичи упоминается на карте Новгородского наместничества 1792 года А. М. Вильбрехта.
Коковичи, состоящие из 20 крестьянских дворов, упоминаются на карте Санкт-Петербургской губернии Ф. Ф. Шуберта 1834 года смежно границе с Новгородской губернией.

КОКОВИЧИ — деревня принадлежит статскому советнику Клокачеву, число жителей по ревизии: 62 м. п., 68 ж. п. (1838 год)

КОКОВИЧИ — деревня коллежского советника Клокачева, по просёлочной дороге, число дворов — 22, число душ — 75 м. п. (1856 год)

КОКОВИЧИ — деревня владельческая, число дворов — 37, число жителей: 75 м. п., 79 ж. п. (1862 год)

В 1866—1867 годах временнообязанные крестьяне деревни выкупили свои земельные наделы у Ф. П. Клокачева и стали собственниками земли.
В конце XIX — начале XX века деревня административно относилась к Суббочинской волости 3-го стана Новоладожского уезда Санкт-Петербургской губернии.
По данным «Памятной книжки Санкт-Петербургской губернии» за 1905 год деревня Коковичи, вместе с деревнями Заречье и Кулаково, входила в Коковское сельское общество.
Соседняя деревня Малые Коковичи находилась уже в Куневичской волости Тихвинского уезда Новгородской губернии.
С 1917 по 1922 год деревня входила в состав Коковского сельсовета Суббочинской волости Новоладожского уезда.
С 1922 года в составе Лодейнопольского уезда.
С февраля 1927 года в составе Шапшинской волости, с августа 1927 года в составе Оятского района. В 1927 году население деревни составляло 260 человек.
С 1928 года в составе Курикинского сельсовета.
Согласно карте Ленинградской области Северо-западного аэрогеодезического треста ГГУ издания 1932 года деревня насчитывала 22 крестьянских двора. К востоку от деревни находилась водяная мукомольная мельница.
По данным 1933 года деревня Большие Коковичи являлась административным центром Курикинского сельсовета Оятского района, в который входили 13 населённых пунктов: деревни Алексеевщина, Бор, Волгома, Большие Коковичи, Малые Коковичи, Коткозеро, Печурино, Пирозеро, Сара, Семиковщина, Серёдка, Федотова Гора, Усть-Сара, общей численностью населения 1827 человек.
По данным 1936 года в состав Курикинского сельсовета с центром в селе Коковичи входили 14 населённых пунктов, 383 хозяйства и 9 колхозов.

Деревня Большие Коковичи на карте РККА 1940 года

С 1955 года в составе Лодейнопольского района.
В 1958 году население деревни составляло 55 человек.
С 1965 года в составе Приозерского сельсовета.
По данным 1966 и 1973 годов деревня Большие Коковичи также находилась в составе Пирозерского сельсовета.
По данным 1990 года деревня Большие Коковичи входила в состав Тервенического сельсовета Лодейнопольского района.
В 1997 году в деревне Большие Коковичи Тервеничской волости проживали 70 человек, в 2002 году — 75 человек (все русские).
В 2007 году Большие Коковичи Алёховщинского СП — 50, в 2010 году — 45, в 2014 году — 42 человека.

## География
Деревня находится в южной части района на автодороге 41А-009 (Лодейное Поле — Чудово). Смежно с Большими Коковичами находится деревня Малые Коковичи.
Расстояние до административного центра поселения — 34 км.
Расстояние до ближайшей железнодорожной станции Лодейное Поле — 81 км.
Деревня расположена на правом берегу реки Капша, в её среднем течении. Близ деревни находится озеро Шабозеро.

## Демография
| 1862 | 2007 | 2010 | 2014 | 2015 | 2016 | 2017 |
| ---- | ---- | ---- | ---- | ---- | ---- | ---- |
| 154  | ↘50  | ↘45  | ↘42  | ↘38  | ↘37  | ↗38  |

Национальный состав
Согласно данным Всероссийской переписи населения 2021 года в деревне проживали 56 человек, все русские.

## Инфраструктура
В деревне имеется почтовое отделение и магазин.
На 1 января 2014 года в деревне было зарегистрировано: хозяйств — 16, частных жилых домов — 45
На 1 января 2015 года в деревне зарегистрировано: хозяйств — 15, жителей — 38.

## Улицы
Сара.